# دهستان دشت جام
دشت جام ، دهستانی است از توابع بخش بوژگان و در شهرستان تربت جام استان خراسان رضوی ایران است.
جمعیت این دهستان بر اساس سرشماری سال ۱۳۸۵ ،۷٬۲۹۶نفر (۱٬۴۹۸خانوار) بوده‌است.